# 랴오웨이샹
랴오웨이샹(중국어 정체자: 廖偉翔, 병음: Liào Wêixiáng, 한자음: 요위상, 영어: Sean Liao, 1990년 7월 6일 ~ )은 타이완의 정치인이다. 2024년 타이중시 제4선거구의 입법위원으로 당선된다.